# بنی‌خانیک
بنی خانیک روستایی در دهستان آیسک بخش آیسک شهرستان سرایان استان خراسان جنوبی ایران است. بر پایه سرشماری عمومی نفوس و مسکن در سال ۱۳۹۰ جمعیت این روستا ۹۵ نفر (در ۴۰ خانوار) بوده‌است.